# نيكولاي ديميتروف
نيكولاي ديميتروف (بالبلغارية: Николай Димитров)‏ (15 أكتوبر 1987 بروسه في بلغاريا - ) هو لاعب كرة قدم بلغاري في مركز الوسط. شارك مع منتخب بلغاريا تحت 21 سنة لكرة القدم ومنتخب بلغاريا لكرة القدم. أما مع النوادي، فقد لعب مع بولو سبور وسامسون سبور وسكودا زانثي وليفسكي صوفيا ومانيساسبور ونادي قاسم باشا.

## وصلات خارجية
- نيكولاي ديميتروف على موقع الاتحاد الأوربي (الإنجليزية)
- نيكولاي ديميتروف على موقع اتحاد تركيا (لاعب) (الإنجليزية)
- نيكولاي ديميتروف على موقع قاعدة بيانات كرة القدم.إي يو (الإنجليزية)
- نيكولاي ديميتروف على موقع ناشيونال فوتبول تيمز (الإنجليزية)
- نيكولاي ديميتروف على موقع Soccerway.com (الإنجليزية)
- نيكولاي ديميتروف على موقع عالم كرة القدم.نت (الإنجليزية)